# Mama Sara
Mama Sara, Saramama ou Zaramama( do quechua Mama Sara (Mãe do Milho) é uma divindade feminina da cultura Inca associada ao milho e aos grão. É a mais importante das conopas (representações religiosas) dos alimentos junto com as da coca (Mama Coca) e da batata (Mama Acxo). Para os incas seu culto estava associado a colheitas fartas. Mama Sara também está relacionada ao festival Aymoray.
Segundo as crenças Incas Mama Sara habitava no Hanan Pacha.
Sara mama também era o nome dado a bonecas feitas com  milho que os incas mantinham em suas casa e que viam como indicativas da qualidade da colheita. A depender do estado em que a boneca se mantivesse durante o ano ela era mantida ou destruída e substituída por outra. Após cada colheita as sara mamas também eram substituídas.